# Frank N
Frank N (* 12. April 1961 als Frank Niermann) ist ein deutscher Filmschaffender.

## Leben
Frank N studierte Foto und Filmdesign bei Adolf Winkelmann an der Fachhochschule Dortmund und am Buffalo State College, NY.
1993 gründete er die Filmproduktion NOEXIT Film. Es entstanden zahlreiche Kurzfilme, Tanzfilme, Dokumentarfilme und Musik-Videos, darunter Zusammenarbeiten mit Joseph Bowie und dessen Band Defunkt, dem London Improvisers Orchestra, Chun-Hsien Wu (ehemaliger Tänzer des Cloud Gate Dance Theatre) und einigen Pina-Bausch-Tänzern und Tänzerinnen (u. a. Chrystel Guillebeaud und Geraldo Si). Die Filme liefen auf diversen nationalen und internationalen Filmfestivals und wurden teilweise im Fernsehen gesendet, unter anderem auf Arte, VIVA2 und dem ZDF-Theaterkanal.
Anfang der 2000er-Jahre wandte sich Frank N zunehmend der bildenden Kunst zu. Als Reaktion auf den Beginn der COVID-19-Pandemie initiierte Frank N 2020 Out and About (OAA), ein offenes Kunstkollektiv, mit dem er 15 Projekte realisierte, in wechselnden Besetzungen mit teilweise bis zu 127 beteiligten Künstlern.
Frank N ist Pressesprecher und Vorstandsmitglied der Bergischen Kunstgenossenschaft (BKG), einem der ältesten Kunstvereine Deutschlands. Derzeit lebt und arbeitet er in Wuppertal.

## Filmografie (Auswahl)
- Money Money Money, Uraufführung 1990, Hamburg, NoBudget-Kurzfilmfestival[1]
- What a Wonderful World, Uraufführung 1991, Hamburg, NoBudget Kurzfilmfestival[2]
- Kleine Meditationen über drei Elemente

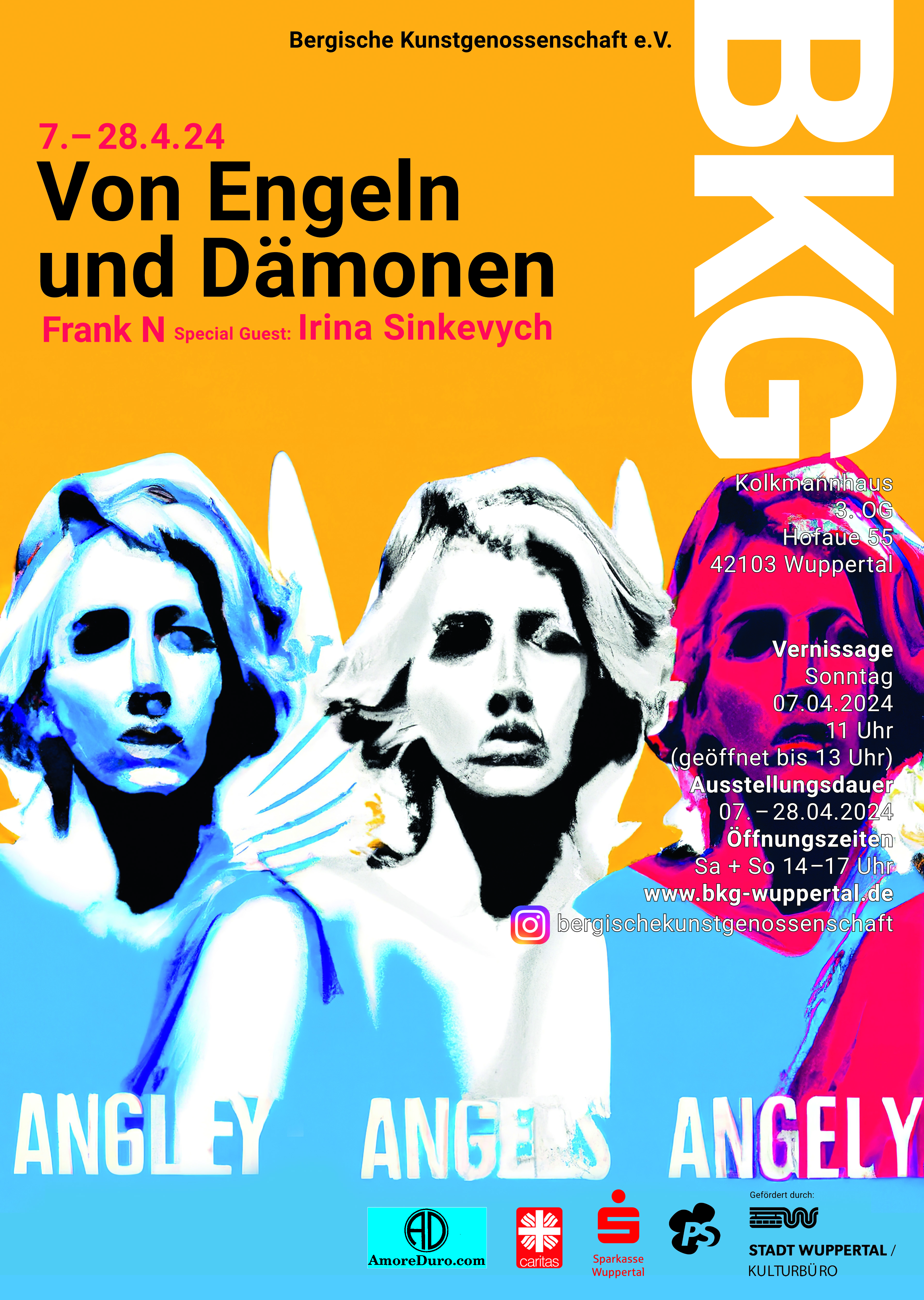
Plakat zur Ausstellung „Von Engeln und Dämonen“

- Knuckle Sandwich
- Lost in Transit
- WTF is normal?

## Ausstellungen (Auswahl)
- 2011: E.V.A. – Experimental Video Art Summer Screening, Gruppenausstellung, Salzburg, Österreich
- 2016: 51° Nord, with 51° Nord, Stadtsparkasse Wuppertal, Wuppertal, Deutschland
- 2018: Geo – Relation 51°N Wuppertal – Legnica, Galeria Sztuki, Gruppenausstellung, Legnica, Polen
- 2019: Sometimes Happy, Sometimes Sad, Einzelausstellung, Ins Blaue – Art Gallery, Remscheid, Deutschland
- 2020–2024: OAA #1 – OAA #15, Wuppertal, Deutschland

## Auszeichnungen (Auswahl)
- 2021 Preis der Enno und Christa Springmann Stiftung